# Белфаст Тауншип (округ Фултон, Пенсільванія)
Белфаст Тауншип (англ. Belfast Township) — селище (англ. township) в США, в окрузі Фултон штату Пенсільванія. Населення — 1361 особа (2020).

## Демографія
Згідно з переписом 2010 року, у селищі мешкало 1448 осіб у 550 домогосподарствах у складі 414 родин. Було 643 помешкання
Расовий склад населення:
| - 98,8 % — білих - 0,3 % — азіатів - 0,1 % — чорних або афроамериканців |

До двох чи більше рас належало 0,7 %. Частка іспаномовних становила 0,3 % від усіх жителів.
За віковим діапазоном населення розподілялося таким чином: 24,2 % — особи молодші 18 років, 58,3 % — особи у віці 18—64 років, 17,5 % — особи у віці 65 років та старші. Медіана віку мешканця становила 41,1 року. На 100 осіб жіночої статі у селищі припадало 101,7 чоловіків;  на 100 жінок у віці від 18 років та старших — 103,5 чоловіків також старших 18 років.
Середній дохід на одне домашнє господарство  становив 58 724 долари США (медіана — 53 478), а середній дохід на одну сім'ю — 66 125 доларів (медіана — 56 111). Медіана доходів становила 42 100 доларів для чоловіків та 37 500 доларів для жінок. За межею бідності перебувало 9,9 % осіб, у тому числі 15,9 % дітей у віці до 18 років та 6,5 % осіб у віці 65 років та старших.
Цивільне працевлаштоване населення становило 588 осіб. Основні галузі зайнятості: освіта, охорона здоров'я та соціальна допомога — 22,8 %, виробництво — 21,8 %, роздрібна торгівля — 12,9 %, публічна адміністрація — 9,5 %.